# Филибер де Шалон (принц Оранский)
Филибер де Шалон-Арле (фр. Philibert de Châlon-Arlay; 18 марта 1502, Лон-ле-Сонье — 3 августа 1530) — принц Оранский, сеньор Арле и Нозеруа. Последний представитель младшей ветви Бургундской династии, которая ведёт начало от Гильома IV, графа Оксон (1090/1095 — 1155), и которая приобрела княжество Оранж в результате брака Жана III де Шалона (ум. 1418) с Марией (ум. 1417), дочерью и наследницей Раймонда V де Бо, принца Оранского.

## Биография
Филибер де Шалон — сын Жана IV де Шалон-Арле и Филиберты де Люксембург, дочери Антуана II де Линьи, графа де Бриенн, де Линьи и де Руси.
Его отец умер через 3 недели после рождения Филибера. Регентшей при малолетнем наследнике была мать, а с 1517 года он стал править самостоятельно.
Принимал участие в борьбе между королём Франции Франциском I и императором Священной Римской империи Карлом V. Чтобы защитить свои владения, сначала лавировал между двумя противоборствующими лагерями. В 1524 году открыто примкнул к партии императора.
В 1527 году, после гибели коннетабля де Бурбона, возглавил императорские войска в Итальянской кампании. Взял Рим и принудил укрывшегося в замке св. Ангела папу Климента VII к капитуляции с выплатой вознаграждения в 400 тыс. дукатов.
После смерти Уго де Монкада 28 мая 1528 года, Карл V назначил Филибера губернатором и генерал-капитаном Неаполя.
Филибер де Шалон погиб 3 августа 1530 года в битве при Гавинане во время осады Флоренции. Ему было 28 лет. Все владения и титулы унаследовал его племянник Рене де Шалон (Рене де Нассау-Бреда) — сын Клод, сестры Филибера.

## Титулы и звания
- вице-король и генерал-капитан королевства Неаполь
- князь Мельфи (королевство Неаполь)
- герцог де Гравина (королевство Неаполь)
- граф де Шарни и де Пентьевр
- виконт де Безансон
- сеньор Арле, Нозеруа, Ружмон, Оржеле и Монфокон
- генерал-капитан императорской армии